# Contarinia aconitifloris
Contarinia aconitifloris är en tvåvingeart som beskrevs av Stelter 1962. Contarinia aconitifloris ingår i släktet Contarinia och familjen gallmyggor. Inga underarter finns listade i Catalogue of Life.